# کیا ایسکیون
کیا ایسکیون (انگلیسی: Kya Iskyun؛ – ۱۸ ژانویه ۱۹۸۹) بازیکن بسکتبال اهل چین بود. وی در بازی‌های المپیک تابستانی ۱۹۴۸ شرکت کرده‌است.